# 希尔德布兰德溶解度参数
希尔德布兰德溶解度参数（英語：Hildebrand solubility parameter）,常用δ表示。1936年由美国化学家乔尔·亨利·希尔德布兰德提出。这一参数常被用于预测非电解质包括聚合物材料，在某给定溶剂中的溶解度。比如，当作为溶质的聚合物和溶剂具有类似δ值时，有可能会发生混溶或溶胀。 

## 定义
某材料的希尔德布兰德溶解度参数定义如下：
此处的ΔEm指的1 mol物质在压强为零的蒸发过程中的能量变化，Vm指的是该物质凝聚相的摩尔体积。这两者的比值常被称为内聚能密度，指的是使单位体积的分子完全摆脱其相邻分子，形成彼此没有相互作用的混合物（理想气体）所需的能量。而在聚合物的溶解过程中，也需要克服溶质分子之间的相互作用，使溶质分子摆脱其相邻分子，完全被溶剂分子包围，所以可以用这一参数来预测聚合物在溶剂中的溶解度。

## 应用与局限
希尔德布兰德溶解度参数的主要用途是通过对于大多数材料都容易获得的参数，来预测相平衡情况。通常适用于非极性和微极性且没有氢键的系统。对于极性分子，现已经提出了更复杂的三维溶解度参数，例如汉森溶解度参数。溶解度参数方法的主要局限性在于它仅适用于互相亲和的溶质和溶剂系统（“相似相溶”，或者说，适合于与拉乌尔定律有正偏差的情况），它不能解决由溶剂化或电子供体-受体配合物等效应导致的拉乌尔定律的负偏差。

## 单位与实例
溶解度参数的SI单位是Pa1/2=J1/2 m−3/2，但较常见的单位是(cal/cm3)1/2或MPa1/2=J1/2 cm−3/2。由于1 cal1/2cm−3/2 = (4.184 J)1/2 (0.01 m)−3/2 = 2.045 J1/2cm−3/2 = 2.045 MPa1/2。
以MPa1/2表示的溶解度参数数值大概是使用cal1/2cm−3/2表示的数值的两倍。在未指定溶解度单位的旧书中，通常可以假定使用的是非SI单位。 
| 物质               | δ [cal1/2 cm−3/2] | δ [MPa1/2] |
| ------------------ | ----------------- | ---------- |
| 正戊烷             | 7.0               | 14.4       |
| 正己烷             | 7.24              | 14.9       |
| 乙醚               | 7.62              | 15.4       |
| 乙酸乙酯           | 9.1               | 18.2       |
| 氯仿               | 9.21              | 18.7       |
| 二氯甲烷           | 9.93              | 20.2       |
| 丙酮               | 9.77              | 19.9       |
| 2-丙醇             | 11.6              | 23.8       |
| 乙醇               | 12.92             | 26.5       |
| 聚四氟乙烯         | 6.2               |            |
| 聚乙烯             | 7.9               |            |
| 聚丙烯             | 8.2               | 16.6       |
| 聚苯乙烯           | 9.13              |            |
| 聚氧二甲苯         | 9.15              |            |
| 聚氯乙烯           | 9.5               | 19.5       |
| 聚氨酯             | 8.9               |            |
| PET                | 10.1              | 20.5       |
| 尼龙 6,6           | 13.7              | 28         |
| 聚甲基丙烯酸甲酯   | 9.3               | 19.0       |
| 乙二醇             |                   | 29.9, 33.0 |
| 羟乙基丙烯酸甲酯   |                   | 25–26      |
| 聚羟乙基丙烯酸甲酯 |                   | 26.93      |

从上表可以看出，聚乙烯的溶解度参数为7.9 cal1/2cm−3/2，具有相似溶解度参数的乙醚和己烷应该可以很好地溶解聚乙烯。但实际上聚乙烯只能在高于100度时溶解于这两种溶剂中。聚苯乙烯的溶解度参数为9.1 cal1/2cm−3/2，因此乙酸乙酯很可能是它良好的溶剂。尼龙6,6的溶解度参数为13.7 cal1/2cm−3/2，乙醇可能是列表中最好的溶剂。但是，后者是极性的，因此对于仅使用希尔德布兰德溶解度参数来进行预测应该非常谨慎。

### 脚注
1. 1 2  John Burke. . 1984  [2013-12-04]. （原始内容存档于2020-02-16）.
2. 1 2  IUPAC. .   [2020-08-28]. （原始内容存档于2019-09-30）.
3. ↑  Michael Rubinstein and Ralph H. Colby. . 2003: 141–142. ISBN 019852059X.
4. 1 2 3 4  .   [2007-11-20]. （原始内容存档于2020-02-24）.
5. 1 2 3 4 5 6  Vandenburg, H.;  et al. . The Analyst. 1999, 124 (11): 1707–1710. doi:10.1039/a904631c.
6. 1 2 3  Kwok A. Y., Qiao G. G., Solomon D. H. . Polymer. 2004, 45: 4017–4027. doi:10.1016/j.polymer.2004.03.104.

### 书籍
Barton, A. F. M.  2nd. CRC Press. 1991.
Barton, A. F. M. . CRC Press. 1990.